# Lawrence Duffy
Lawrence Duffy (* 27. November 1951 in Magheracloone, County Monaghan, Irland) ist ein irischer Geistlicher und römisch-katholischer Bischof von Clogher.

## Leben
Lawrence Duffy studierte Philosophie und Katholische Theologie am St. Patricks College in Maynooth. Er empfing am 13. Juni 1976 das Sakrament der Priesterweihe.
Duffy war von 1976 bis 1978 Pfarrvikar in Enniskillen und von 1978 bis 1994 in Castleblayney sowie von 1994 bis 1998 an der Kathedrale St. Macartan in Monaghan. Danach war Lawrence Duffy bis 2002 als Fidei-Donum-Priester im Bistum Kitui in Kenia tätig. Nach der Rückkehr in seine Heimatdiözese im Jahr 2003 wurde Duffy Pfarrer in Ederney. 2007 wurde er zum Pfarrer in Clones bestellt. Seit 2013 war Duffy Pfarrer in Carrickmacross und Domdechant an der Kathedrale St. Macartan in Monaghan. Von 2013 bis 2016 war Lawrence Duffy zudem Generalvikar des Bistums Clogher.
Am 8. Dezember 2018 ernannte ihn Papst Franziskus zum Bischof von Clogher. Der Erzbischof von Armagh, Eamon Martin, spendete ihm am 10. Februar 2019 die Bischofsweihe; Mitkonsekratoren waren der Apostolische Nuntius in Irland, Erzbischof Jude Thaddeus Okolo, und der Bischof von Down und Connor, Noel Treanor.